# تشارلز هيني
تشارلز هيني (بالإنجليزية: Charles Heaney)‏ هو مصمم مطبوعات ورسام أمريكي، ولد في 1897، وتوفي في 1981.